# Кабунакама
Кабунакама (яп. 株仲間, かぶなかま, «товариство з акціями») — різновид купецьких і ремісничих монополістичних об'єднань в Японії кінця 17 — середини 19 століття періоду Едо.

## Короткі відомості
За формою кабунакама нагадували середньовічні цехи або гільдії, або картелі нового часу. Членство в кабунакама визначалося наявністю у купців чи ремісників «акцій» (кабу) певного об'єднання.
Початково кабунакама були приватними організаціями, проте з середини 18 століття отримали офіційний патронат сьоґунату Токуґава та ханських урядів. За сплату великого податку останнім (冥加金, мьоґакін) отримували право монопольно виробляти і торгувати певним видом товарів на певній території.
Час формування найбільшої кількості кабунакама припав на «добу Тануми». Вони були прототипом японських акціонерних товариств 19 століття.